# Roque Barcia Martí
Roque Barcia Martí (Isla Cristina, 4 d'abril de 1821 – Madrid, 2 de juliol de 1885) va ser un filòsof, lexicògraf i polític republicà militant del Partit Demòcrata espanyol del segle xix.

## Biografia
En la seva època d'estudiant, ja acabada la seva educació, va viatjar alguns anys per l'estranger, trobant-se el 1848 a Montpeller i Liorna, i el 1849 a Roma i a Ferrara, i va visitar les biblioteques de França i Itàlia per a escriure més tard El progreso y el cristianismo, obra en la qual va treballar un total de deu anys. Aquesta obra li va valer al seu autor la seva primera emigració a París i més tard, el 1858, no solament fou prohibida sinó que molts milers d'exemplars foren cremats públicament. Retornat a Espanya, va col·laborar en diversos periòdics (La Democracia, El Demócrata Andaluz, entre altres), que li van proporcionar gran popularitat. Va escriure quatre toms de viatges i un llibre titulat Un paseo por París que va ser molt ben rebut. Després va dirigir el periòdic El Circulo científico y literario a Madrid, fins a la revolució de 1854, en la qual es va distingir per propagar idees democràtiques. També va compondre aleshores La cuestión pontificia i La verdad social, fullets que foren també prohibits. També va lliurar alguns exemplars de La filosofía del alma humana i dos toms de Sinónimos castellanos com a complement del seu diccionari.
Les seves noves obres, Historia de los Estados-Unidos i Catón político, també foren prohibits pel govern. Tanmateix, l'autor, en comptes de desencoratjar-se, va publicar Las armonías morales y el nuevo pensamiento de la nación, que també va patir la mateixa sort. Totes les seves obres tenien finalitat educativa.
Influït per Emilio Castelar, fou redactor del seu diari, La Democracia, va marxar a Cadis el 1864 i va fundar un diari propi, El Demócrata Andaluz que va durar cinc mesos; els seus articles li van valer l'excomunió del bisbe de Cadis. A aquesta excomunió va replicar amb la seva Teoría del infierno. A Cadis va estar no obstant això tot just dos anys, perquè va passar a Isla Cristina, des d'on, després dels greus esdeveniments del cop d'estat de 1866 pel que la seva casa va ser assaltada quatre vegades, se li havia dictat ordre d'empresonament i crida i cerca. Aleshores va optar per exiliar-se a Portugal on, després de dos períodes de detenció, va presidir la Junta d'Exilats Espanyols; allí va rebutjar diverses aproximacions del Duc de Montpensier. Va participar activament en els preparatius de la revolució de 1868 redactant documents i proclames. La idea revolucionària de setembre de 1868 estava germinant no només a Barcelona, sinó també a Andalusia i particularment a Cadis, on el fourierisme de Joaquín de Abreu y Orta i els successos de la Mano Negra que va referir com a cronista el mateix Leopoldo Alas Clarín, passant per l'aventura internacionalista i figures com Fermín Salvochea Álvarez havien agitat l'ambient.
Després de la revolució que expulsà la monarquia borbònica formà part de la Junta Central Revolucionària amb Cristino Martos Balbi, i es va relacionar amb l'entorn de Francesc Pi i Margall. Després de rebre setze ofertes de candidatura per a les eleccions generals espanyoles de 1869 (Alcoi, Alacant, Badajoz, Béjar, Burgos, Écija, Montilla, Granada, Màlaga, Cadis, Jerez, Ronda, Vilanova i la Geltrú, la Manxa, Huelva i Sòria), va ser nomenat diputat per Badajoz. El projecte de Constitució no li va satisfer i es va negar a signar l'acord que conferia el poder suprem al regent, Joan Prim i Prats, raó per la qual finalment abandonà la junta. Fou acusat (possiblement sense fonament) d'instigar l'atemptat contra el general Prim i fou empresonat a El Saladero. Fou novament elegit diputat per Alcoi a les eleccions generals espanyoles de 1871 i per Vinaròs a les eleccions generals espanyoles de 1873. En aquells anys es decantà pels federalistes radicals i participà en el moviment cantonalista, arribant a exercir de dirigent del cantó de Cartagena (vegeu la novel·la de Ramón J. Sender Mr. Witt en el cantón), després del fracàs del qual hagué d'exiliar-se novament a França. Allí va viure alguns anys dedicat a la literatura i retirat definitivament de la política; després de la Restauració borbònica va tornar a Espanya. Va morir el 2 de juliol de 1885 a Madrid.

## Pensament
Barcia tenia fama d'home incorruptible i republicà íntegre, però, a més de la seva activitat política, fou un consumat etimòleg, autor del primer Diccionario General Etimológico de la Lengua Española en cinc volums, així com d'un pioner Diccionario de Sinónimos gairebé tan divulgat com el seu Catón Político el 1864. Com a literat, la seva obra, consistent en alguns drames i novel·les inspirats en Víctor Hugo i Vittorio Alfieri, és considerada mediocre. S'afirma que Barcia va rebre durant la seva vida unes seixanta excomunions, gairebé tantes com José Nakens. Les seves cabaloses lectures, resumides en un sincretisme grecooriental i un hegelianisme d'empremta krausista, foren reiteradament condemnades per la jerarquia eclesiàstica, que va manar retirar alguns llibres, i la patir la dura crítica del canonge Manterola i del cèlebre apologista Mateo Gago.
Quan al seu pensament, era indubtable el seu panteisme: «El pensament de Déu es va encarnar en el misteri de l'univers, en la generació de tots els éssers, en l'harmonia d'aquesta naturalesa que ens sorprèn». I també: «Déu no és altra cosa que la raó universal, la paraula sublim que es formula en els llavis de la gran harmonia, així en les flors del camp com a les estrelles de la nit». Dos són els grans conceptes que simultàniament va culminar el seu pensament filosòfic i va arrencar la seva acció política: el progrés indefinit de la humanitat i la llibertat de l'individu, i sobre ambdós la fe, una fe immensa i desbordant de si mateixa, capaç de fregar l'infinit i sense que tingui per què donar-ne raó: «Cal tenir fe, una fe inesgotable, poderosa, invencible; una fe absoluta en l'avenir de la humanitat, encara que no vegem aquest avenir i aquesta fe». A la seva ombra el progrés està garantit, perquè per a Barcia la unitat de les idees es fonamenta en la unitat de l'essència; els éssers són modificació de l'ésser i les idees expressions parcials de la idea, amb la qual cosa l'estructuració de la ciència i l'omnímoda presència del saber estan assegurades; així mateix, la llibertat individual és necessària per a la integració en el tot i la participació en la humanitat, contrapunt diví del Déu infinit.
Conseqüent amb aquest ideari, va rebutjar les estructures político-socials vigents en aquell temps, combatent la monarquia, la propietat i el catolicisme per considerar-los nefastos per a l'avenir d'Espanya, però sense declarar-se ateu, adoptant més aviat una posició religiosa que Marcelino Menéndez y Pelayo ha qualificat d'un cert protestantisme liberal. «No vull la raó gelada de Luter ni de Calví... Jo, fill de Jesucrist, fill de la seva Creu i de la seva paraula; jo, Jesucrist com a creença i com història, vull que la religió que jo adoro obri un judici als que es diuen doctors seus i que siguin amidats dels peus al capdavant pel sentiment cristià».

## Obres
- Cuestión pontificia 1855
- Catón político (1856)

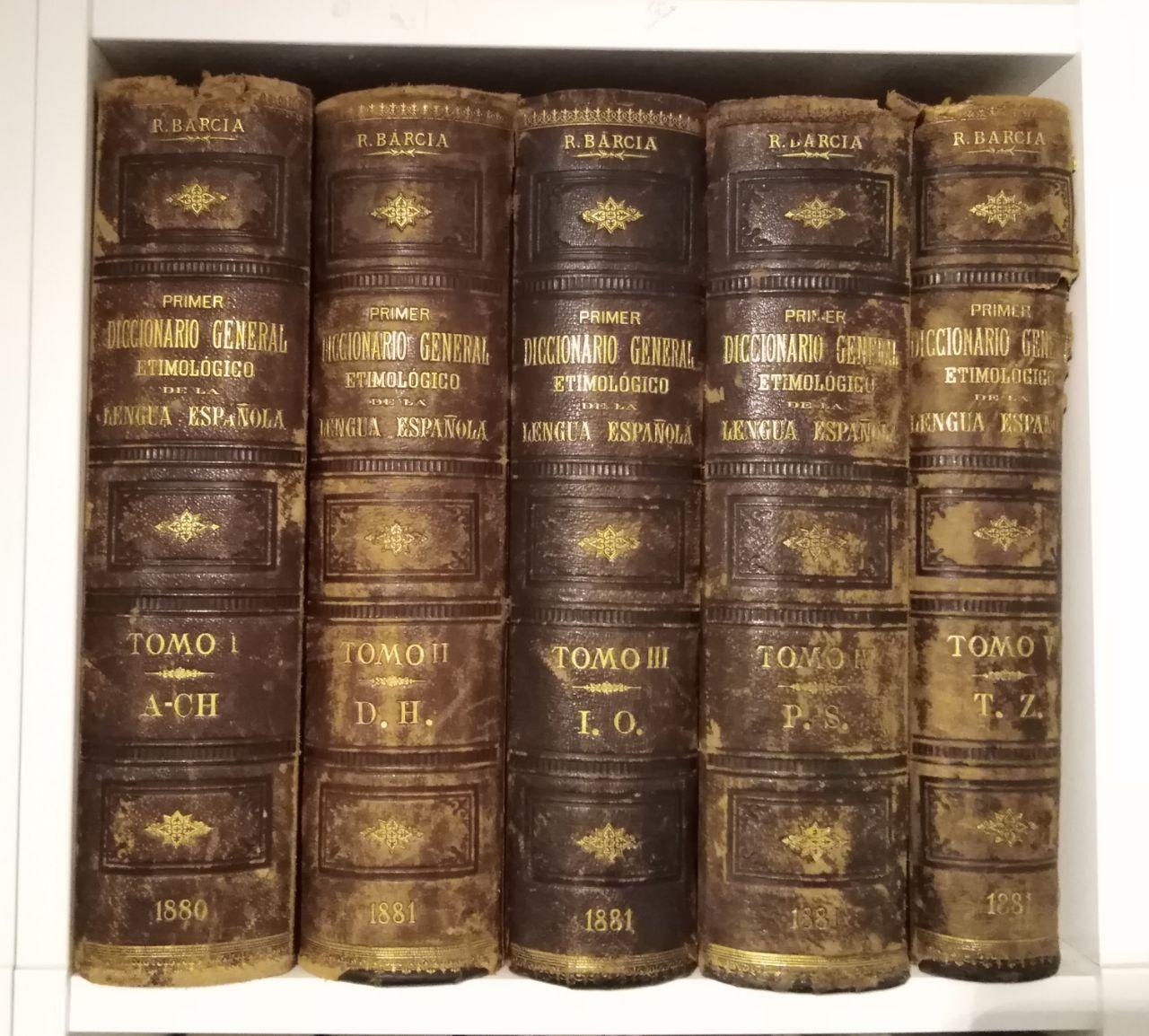
Diccionario general etimológico de la lengua española.

- Cartilla política dedicada al ilustrísimo señor doctor D. Pedro Lagüero y Menezo, Obispo de Osma, 1869
- Dios salve al país!, Dios salve al rey!: manifiesto a los sres. diputados, 1869
- Diccionario general etimológico (Barcelona: V. Seix, 1880, cinc vols. en quart).
- Diccionario de sinónimos, 1910, edición facsímil en México: Oasis. 1983.
- Abolición de la pena de muerte. El nuevo Catón. Ejercicios de lectura. Exposición dirigida a las Cortes contra la infame pena del garrote vil. Madrid: Impr. de Minuesa, 1872.
- Carta al duque de Aosta. Barcelona: López, 1870.
- Carta sobre el asesinato de D. Juan Prim. Barcelona, 1886.
- Cartas a Su Santidad Pío Nono, precedidas de una carta que desde el otro mundo envían a S.S. los masones Monti y Togneti. Madrid, 1869. Aquesta obra fou prohibida pel bisbe de Osma el 9 d'abril de 1870.
- Cartilla política. Madrid, 1869. Obra prohibida pel bisbe de Osma el 16 de juliol de 1869.
- Cartilla religiosa. Madrid, 1869.
- Catón político. Con un prólogo de Emilio Castelar. Madrid, 1884; reimprès el 1856.
- Confesiones. Madrid, 1872.
- Conversaciones con el pueblo español. Barcelona: Est. Tipográfico-editorial de Manero, 1869.
- Cristianismo y progreso. 1861. Edició cremada pel govern espanyol.
- Cuestión de Italia. Madrid, 1859.
- Cuestión Pontificia. 1885, reimmpresa aquell mateix any dues vegades, data del 1868?.
- Defensa. Mahón: Tip de Fábregas, Hnos., 1871.
- Dos cartas: Una al Duque de Aosta y otra a su señora, por Carlotta, viuda de Maximiliano. Palma, 1870.
- El espíritu moderno en el mundo. La Democracia, Madrid, 1865.
- El Evangelio del pueblo. Madrid, 1885.
- El Evangelio del pueblo. Madrid: Impr. Galiano, 1868. Contiene: El Feudalismo. No más señoríos. No más esclavitud.
- El Evangelio del pueblo. Madrid: M. Galiano, 1869. Contiene: Cargas de la justicia. Forma republicana. Veamos lo que hacemos.
- El Papado ante Jesucristo. Madrid, 1870. La segunda parte se intitula: Otro emplazamiento papal. Madrid, 1870,.
- El pedestal de la estatua. Madrid: Impr. F. Martínez Gómez, 1864.
- El testamento de los Reyes. Madrid, 1870.
- España manifiesta los males que le afectan y propone los medios más expeditos y eficaces para obtener su cura radical. Madrid, 1836.
- Explicaciones: la libertad. La Democracia, Madrid, 1865.
- Filosofía del alma humana. Gerona: Grasses, 1856. Reimpreso en Nadrid, 1857.
- Formación de la lengua española derivada de la formación natural racional e histórica del idioma humano. Madrid: Vda. e Hijos de M. Álvarez, 1872.
- Fundamentos. Los derechos del hombre y la democracia. La Democracia, Madrid, 1865,
- Historia de las Germanías de Valencia. Madrid, 1870.
- Historias (Contra los neos, oligarcas teocráticos). La Democracia, Madrid, 1865.
- Historias (El progreso: controversia con «El Pensamiento español»). La Democracia, Madrid, 1865.
- Historias. (Contra los neos, acaparadores de la salvación). La Democracia, Madrid, 1865.
- Historias. (La Libertad controversia con los neos). La Democracia, Madrid, 1865.
- Historias. (Los neocatólicos son ateos). La Democracia, Madrid, 1865.
- Historias. (Los neocatólicos, fariseos y teocratas). La Democracia, Madrid, 1865.
- Historias. (Resumen de cargos contra el neocatolicismo, secta política). La Democracia, Madrid, 1865.
- Historia. Verdadera y fiel exposición de los principios cristianos contra el falso catolicismo que nos devora. Madrid, 1865.
- Influencias y protesta neo-católicas. Madrid, 1865.
- Juan Pérez. Comedia. Madrid: Imprenta José Rodríguez, 1862.
- La Federación española. Madrid: José María Faquineto, 1869.
- La influencia neocatólica. La Democracia, Madrid, 1865.
- La ley natural o el premio y el castigo. Madrid, 1872.
- La revolución por dentro. Madrid, 1870.
- La verdad y la burla social. Madrid: Tomás Núñez Amor, 1855.
- Los moderados: la libertad. La Democracia, Madrid, 1865.
- Los moderados: la prohibición de la libertad. La Democracia, Madrid, 1865.
- Manifiesto a la Nación. Madrid, 1870.
- Poesía al Tajo. Lisboa: Typ. FrancoPortugueza, 1867.
- Primer diccionario general etimológico de la lengua española, 5 vols., Madrid, 1880-1883.
- Prólogo del primer Diccionario general etimológico de la lengua castellana. París: Tip. de A. Lahure, 1878.
- Reto del ciudadano Roque Barcia a D.. Salustiano Olózaga. Madrid, 22 de abril de 1869.
- Sinónimos castellanos. Edic. póstuma corregida y aumentada considerablemente por su autor. Madrid: José M. Faquineto, 1890.
- Teoría del Infierno y Ley de la vida. Madrid, 1868.
- Un paseo por París. Retratos al natural. Madrid: Impr. M. Galiano, 1863.
- ¿Quieres oír pueblo?, o la cabeza de Barba Azul. Madrid, 1872.
- ¡Dios salve al País! ¡Dios salve al rey! 4ª ed. Madrid, 1869.